# Caesalpinieae
Caesalpinieae Rchb. è una tribù di leguminose della sottofamiglia Caesalpinioideae.

## Tassonomia
La tribù Caesalpinieae includeva in passato molti più generi, ma i progressi delle conoscenze di filogenesi molecolare hanno ridimensionato i confini del raggruppamento. Di recente la sua composizione è stata ulteriormente modificata con il reinserimento di due generi (Biancaea e Denisophytum), la ridelimitazione di numerosi altri (Moullava, Cenostigma, Libidibia ed Erythrostemon), il ridimensionamento di Caesalpinia s.s. e la descrizione di quattro nuovi generi (Gelrebia, Paubrasilia, Hererolandia e Hultholia).
La tribù attualmente comprende i seguenti generi:
- Arquita E. Gagnon, G. P. Lewis & C. E. Hughes, 2015
- Balsamocarpon Clos, 1846
- Biancaea (Tod., 1860) E. Gagnon & G. P. Lewis, 2016
- Caesalpinia (L.) E. Gagnon & G.P.Lewis, 2016
- Cenostigma (Tul., 1843) E. Gagnon & G. P. Lewis, 2016
- Cordeauxia Hemsl., 1907
- Coulteria (Kunth) E. Gagnon, Sotuyo & G. P. Lewis, 2016
- Denisophytum (R. Vig.) E. Gagnon & G. P. Lewis, 2016
- Erythrostemon (Klotzsch) E. Gagnon & G. P. Lewis, 2016
- Gelrebia E. Gagnon & G. P. Lewis, 2016
- Guilandina L., 1753
- Haematoxylum L., 1753
- Hererolandia E. Gagnon & G. P. Lewis, 2016
- Hoffmannseggia Cav., 1798
- Hultholia E. Gagnon & G. P. Lewis, 2016
- Libidibia (DC.) E. Gagnon & G. P. Lewis, 2016
- Lophocarpinia Burkart, 1957
- Mezoneuron Desf., 1818
- Moullava (Adans.) E. Gagnon & G. P. Lewis, 2016
- Paubrasilia  E. Gagnon, H. C. Lima & G. P. Lewis, 2016
- Pomaria Cav., 1799
- Pterolobium R. Br. ex Wight & Arn., 1834
- Stenodrepanum Harms, 1921
- Stuhlmannia Taub., 1895
- Tara (Molina) E. Gagnon & G. P. Lewis, 2016
- Ticanto Adans., 1763
- Zuccagnia Cav., 1799

Altri generi che in passato venivano inclusi in questo raggruppamento sono attualmente collocati in altre tribù o di incerta attribuzione:
Acrocarpus,
Arapatiella,
Arcoa,
Batesia,
Burkea,
Bussea,
Campsiandra,
Ceratonia,
Chidlowia,
Colvillea,
Conzattia,
Delonix,
Dimorphandra,
Diptychandra,
Erythrophleum,
Gleditsia,
Gymnocladus,
Heteroflorum,
Jacqueshuberia,
Lemuropisum,
Melanoxylum,
Moldenhawera,
Mora,
Orphanodendron,
Pachyelasma,
Parkinsonia,
Peltophorum,
Poeppigia,
Pterogyne,
Recordoxylon,
Schizolobium,
Stachyothyrsus,
Stahlia,
Sympetalandra,
Tachigali,
Tetrapterocarpon,
Umtiza,
Vouacapoua.